# Klaterbaan

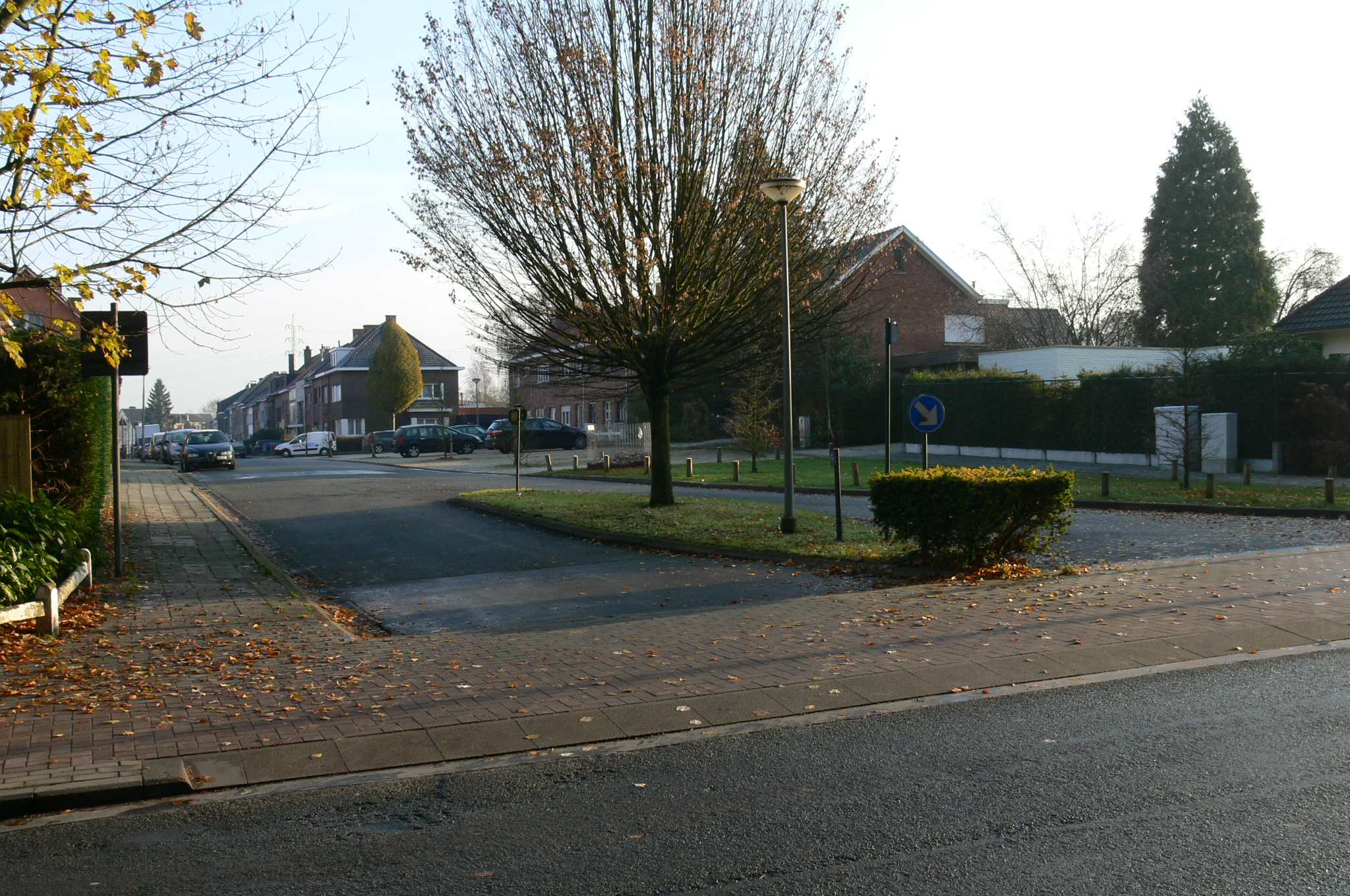
Toegang tot de Klaterbaan vanaf de Bergekouter

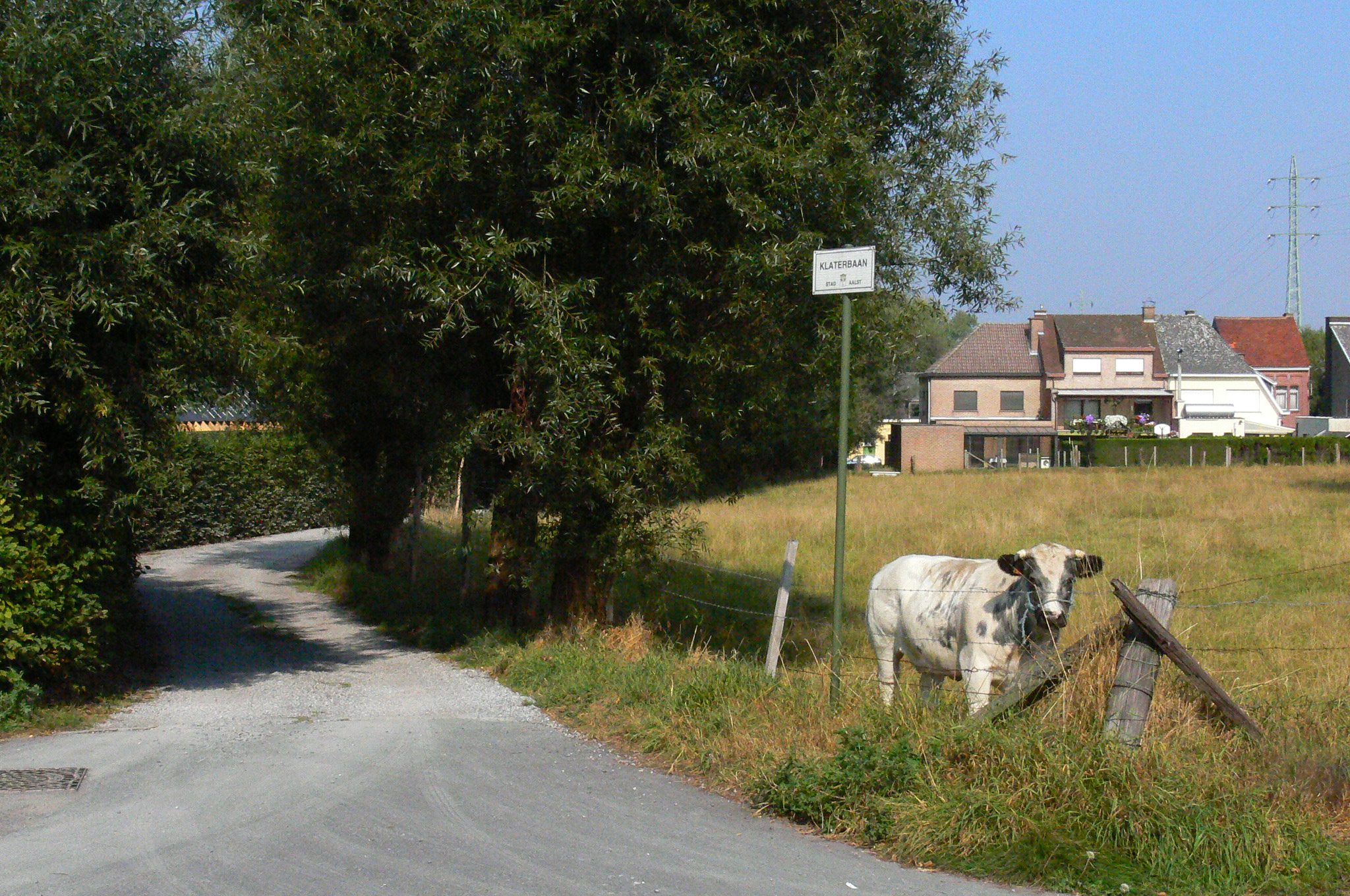
Zicht op het 'karajekesboantjen', het onverharde deel van de Klaterbaan, 2009

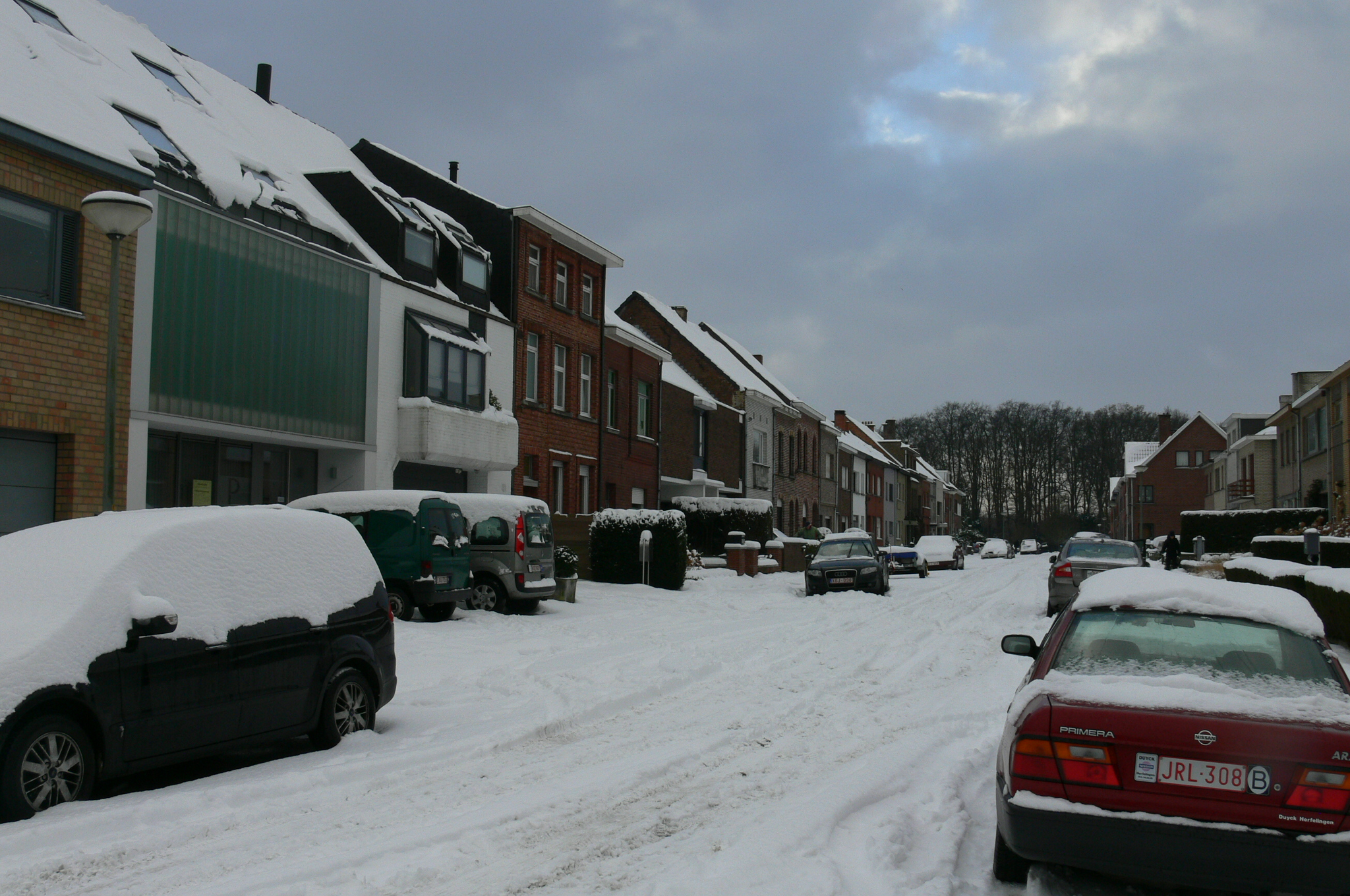
Zicht op de Klaterbaan in de sneeuw, 2009

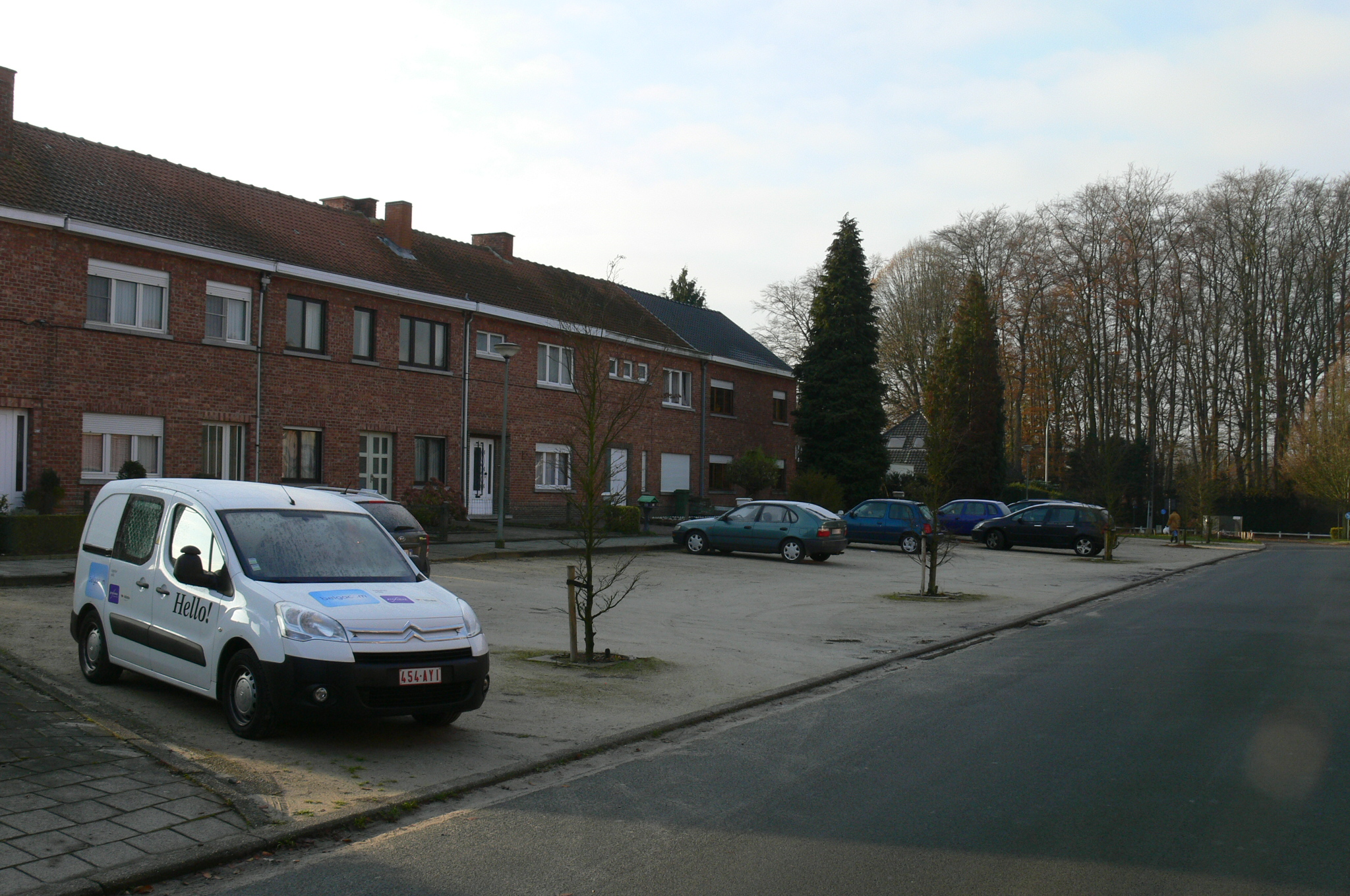
Zicht op de parking, 2010

De Klaterbaan is een woonstraat, gelegen in de wijk Mijlbeek, meer bepaald in de parochie Onze-Lieve-Vrouw-van-Bijstand, van de Belgische stad Aalst (provincie Oost-Vlaanderen).

## Naam
De Klaterbaan kreeg zijn huidige benaming op 26 maart 1948. De straat werd afgesplitst van de Hof ten Bergestraat. De benaming verwijst naar een thans verdwenen bos van klaterende populieren – Klaterbos genaamd - dat zich in 15de eeuw in de buurt van de huidige Zeebergbrug zou hebben bevonden.

## Oriëntatie
De Klaterbaan begint aan de Langestraat en eindigt aan de Bergekouter. De Klaterbaan heeft één zijstraat: De Nederveldstraat.

## Geschiedenis
De Klaterbaan en nabije omgeving werd pas voor bewoning ontsloten aan het begin van de 20ste eeuw, en het is pas na de Tweede Wereldoorlog dat men van een woonwijk kan spreken. Op de kadasterkaart van 1860 die via de Aalsterse beeldbank digitaal beschikbaar is, kan men zien dat de gronden rond de Klaterbaan weliswaar ingedeeld zijn in percelen, maar er is nog geen spoor van bewoning. Op het plan staan de huidige Moorselbaan (‘weg van Aelst naer Moorsel’) en Langestraat (‘Meylbeek straet’) vermeld en kan men reeds de vorm van de huidige Schendelbeekhofstraat (onbenoemd) en Bergekouter (onbenoemd) herkennen. De huidige Wijngaardstraat leek als veldwegel te bestaan, maar van de Klaterbaan was nog geen spoor. Deze laatste werd echter wel al virtueel gemarkeerd door perceelsgrenzen, die bij de latere aanleg van de straat blijkbaar gedeeltelijk werden gerespecteerd. Ook de huidige Leirekensroute blijkt min of meer de originele perceelsgrenzen te volgen. Opvallend is dat er zich ten zuiden van de Klaterbaan nog een veldwegje bevond die de verkavelingen heeft overleefd en momenteel nog bestaat in de vorm van een smalle voetweg die aansluit bij de tuinen (even nummers) van de Klaterbaan. Deze laatste wordt Groeneweg (voetweg nr. 110) genoemd.
Uit de kadasterplannen blijkt dat de streek grofweg werd ingedeeld in zones met de namen: Bergekouter, Bergemeersen, etc. plaatsnamen die duidelijk als inspiratie dienden voor de latere straatnamen. Ongeveer 65 jaren later, op de kadasterkaart van 1924 , zien we nog geen verdere ontwikkeling, de aangeduide percelen werden ongetwijfeld enkel agrarische benut. Vandaar ook de termen ‘kouter’, ‘meersen’, ‘veld’ en ‘hof’ in de omringende straatnamen. De laatste plaats waar men nog kan zien hoe het er in die tijd moet hebben uitgezien, is het eerste, onverharde deel van de Klaterbaan, waar deze begint aan de Langestraat. Dit deel wordt in de volksmond het ‘karajekes- of kerelleksboantjen’ genoemd. De naam komt mogelijk van de verbastering van de woorden cailloux, pierraille of carrières, de Franse woorden voor steengruis en grind. Zoals deze volksnaam het al aangeeft, is het baantje bedekt met grijze silex. Dit eerste stuk van de straat heeft zijn ruraal karakter weten te behouden door de jaren heen. Zoals de foto hiernaast demonstreert, is dit deel onverhard gebleven en wordt het baantje van een weide gescheiden door een rij oude knotwilgen.
De eerste woning op de Klaterbaan was hoogstwaarschijnlijk het huis met nummer 52, gebouwd in de jaren 1920. Het betrof een vrij groot huis met aanpalende boomgaard en moestuin. Het geheel werd midden jaren 1990 verkaveld na het overlijden van de originele bewoners, op de boomgaard staan nu de huidige huisnummers 48, 50 en 52. De eerste substantiële bebouwing kwam er met de constructie van een blok aaneensluitende rijhuizen (nrs. 98-110) kort na WOII. Doordat deze huizen van de straat worden gescheiden door een rechthoekig plein, ligt de rooilijn een stuk zuidelijker dan bij de overige woningen op de Klaterbaan. Volgens een van de originele bewoners van deze woonblok zou de situatie ontstaan zijn bij de aanbouw van de huizen. De aannemer zou bij de aanvang der werken zavel gevonden hebben op de plaats van de huidige parking en dan maar besloten hebben om de huizen een aantal meters verder zuidelijker op te schuiven. Op die manier kon hij gebruikmaken van dit gratis bouwmateriaal. Aan de zuidzijde van de Klaterbaan (de even huisnummers) vindt men in de tuinen inderdaad zuivere zavel onder een dun laagje humus, het verhaal zou dus kunnen kloppen. Bovendien was er op dat moment nog geen sprake van een straat, die is pas effectief aangelegd in de loop van de jaren ’60. Aangezien de omringende wijken zoals Ten Berg, pas later zijn aangelegd, moet het daar op dat moment een grote lege vlakte met landbouwgronden geweest zijn, waardoor de indeling van de ruimte en de situering van de huizen en de straat wellicht nog niet zo duidelijk was. Bovendien was de urbanistieke reglementering kort na WOII wellicht ook minder stringent dan tegenwoordig. Het plein is bedekt met dolomiet en wordt gebruikt als parking. Het dolomiet zorgt al decennialang voor overlast bij de omwonenden (stof, modder). Daarom was de parking eind 2010 het onderwerp van een kandidaatdossier 'Kunst in de wijk'. Dit laatste is een initiatief van het Aalsterse stadsbestuur. Het komt erop neer dat het stadsbestuur, in samenwerking met een buurtcomité, een kunstwerk laat maken om een wijk op te fleuren. In de loop van 2010 is het Klatercomité meerdere malen hierover samengekomen en heeft een kandidaatsdossier voorbereid.
Uit de vele annonces gevonden in het digitale krantenarchief van D.A.D.D blijkt dat de tweede bouwgolf plaatsvond in de jaren 1950-’60. Gedurende de hele jaren ’50 en ’60 verschenen er annonces voor de verkoop van bouwgrond. De prijzen varieerden tussen de 7000 en 12000 BEF per are. In sommige gevallen mocht de koper zelf de breedte bepalen. De eerste huizen die toen gebouwd werden, zijn de nrs. 117 en 115. Er bestaan oude foto's waarop beide huizen in aanbouw zijn. De fotograaf stond met zijn rug naar de eerste huizenblok die hierboven besproken werd, de kinderen op de voorgrond spelen op wat nu de parking is, toen een braakliggende terrein begroeid met onkruid. Op de achtergrond is duidelijk te zien dat de straat op dat moment nog niet aangelegd was.
De bouwplannen van het huis nr 117 vermelden inderdaad een ‘aan te leggen straat’. Dat laatste gebeurde echter pas in de loop van de jaren ’60. Een krantenartikel in de Gazet van Aalst kondigde deze werken aan op 14 maart 1964, kort daarop werd de Klaterbaan en omringende wijk ingedeeld bij de parochie Mijlbeek (daarvoor was dit Sint-Martinus). Op het eind van de jaren ’60 werden de laatste bouwgronden openbaar verkocht door het OCMW, waaronder de enige twee open bebouwingen, de ‘twee villakes’, van de Klaterbaan (huisnummers 65 en 67).
Aanvankelijk bleef de grond die zich tussen de noordelijke huizen (de oneven huisnummers) en de Leirekensroute lag eigendom van het OCMW. In de originele verkaveling was een deel hiervan bestemd voor de bouw van een reeks garages die toegankelijk zouden zijn via het huidige 'karajekesboantjen'. Dit wellicht naar analogie met de vele garages van de Ten Berg wijk. Deze plannen werden echter nooit gerealiseerd en de gronden werden als weides verhuurd aan de landbouwersfamilie De Bruyn uit de Langestraat. Tot eind jaren ’70 lieten deze er koeien op grazen, maar in de loop van de jaren ’80 zagen ze af van professionele veeteelt en werden er paarden gestald. Midden jaren ’90 besloot het OCMW om ook deze gronden te verkavelen, de bewoners kregen de kans om op die manier hun tuinen aanzienlijk uit te breiden, tot aan de huidige Leirekensroute.

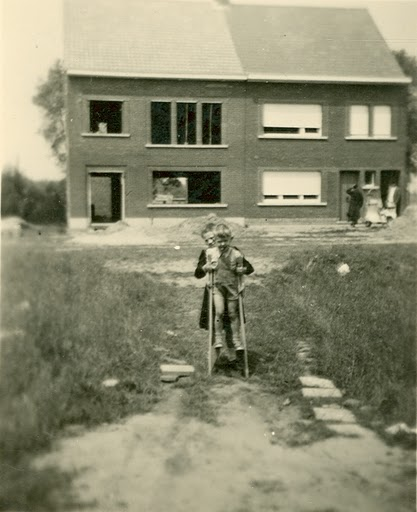
huisnummers 115 en 113 in aanbouw in de jaren 1950
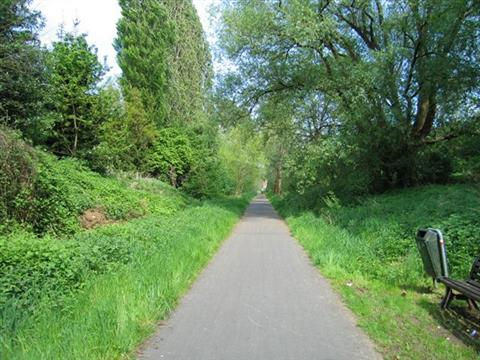
Spoorlijn 61 (de Leirekensroute) anno 2010

Parallel met de Klaterbaan en palend aan de tuinen van de oneven nummers (Noordelijke zijde van de Klaterbaan) loopt het populaire wandel- en fietspad de ‘Leirekensroute tussen Aalst en Londerzeel. Voorheen was dit Spoorlijn 61, een lijn die aanvankelijk Antwerpen met het Noorden van Frankrijk moest verbinden. Deze internationale verbinding werd echter nooit gerealiseerd: de trein vertrok in Aalst en eindigde in Kontich-kazerne. In 1976 werd deze spoorverbinding definitief buiten dienst gesteld, door politiek getouwtrek duurde het echter nog tot 1994, vooraleer het geplande fietspad daadwerkelijk werd aangelegd De Leirekensroute is stevig verankerd in de wijk, enerzijds omdat vele bewoners de spoorlijn nog effectief meegemaakt hebben en soms nog op het treintje gezeten hebben, anderzijds omdat ze ouders of familieleden hebben die nog regelmatig over de spoorlijn vertellen. Daarenboven maken de bewoners er dankbaar gebruik van met de fiets of om een frisse neus te halen, met of zonder hond. De route dankt zijn populariteit aan het feit dat het voor de wijkbewoners een snelle, autovrije en dus veilige manier is om naar het centrum te fietsen (bijvoorbeeld school, markt enz.) of, in de andere richting, voor een ontspannend fiets- of wandeltocht. De bijnaam Leireken zou afkomstig zijn van de eerste machinist, een joviale kerel die Valère heette. De benaming leeft nu nog verder in straatnamen, horeca, verenigingen en bieren. In 2003 boekstaafden De Bondt en Callaert de geschiedenis van deze spoorlijn in hun boek: ‘Leireken. De geschiedenis van spoorlijn 61’

## Evenementen
Sinds 2008 wordt er elk jaar een barbecue en een Kerstdrink georganiseerd door de vrijwilligers van het Klatercomité. De barbecue vindt begin juni plaats in het kader van 'Vlaanderen feest' een initiatief van de Vlaamse Gemeenschap, ter viering van de Vlaamse feestdag. De bewoners van de Klaterbaan kunnen aan kostprijs deelnemen aan beide evenementen zonder winstoogmerk. De bedoeling is het sociaal weefselvorming van de straat te versterken en de bewoners een platform te bieden waar ze elkaar ongedwongen kunnen ontmoeten. Gezien het doel en om de hele organisatie haalbaar en plezierig te houden voor de vrijwilligers die zich geheel kosteloos inzetten, is de deelname beperkt tot de eigenlijke bewoners van de Klaterbaan.

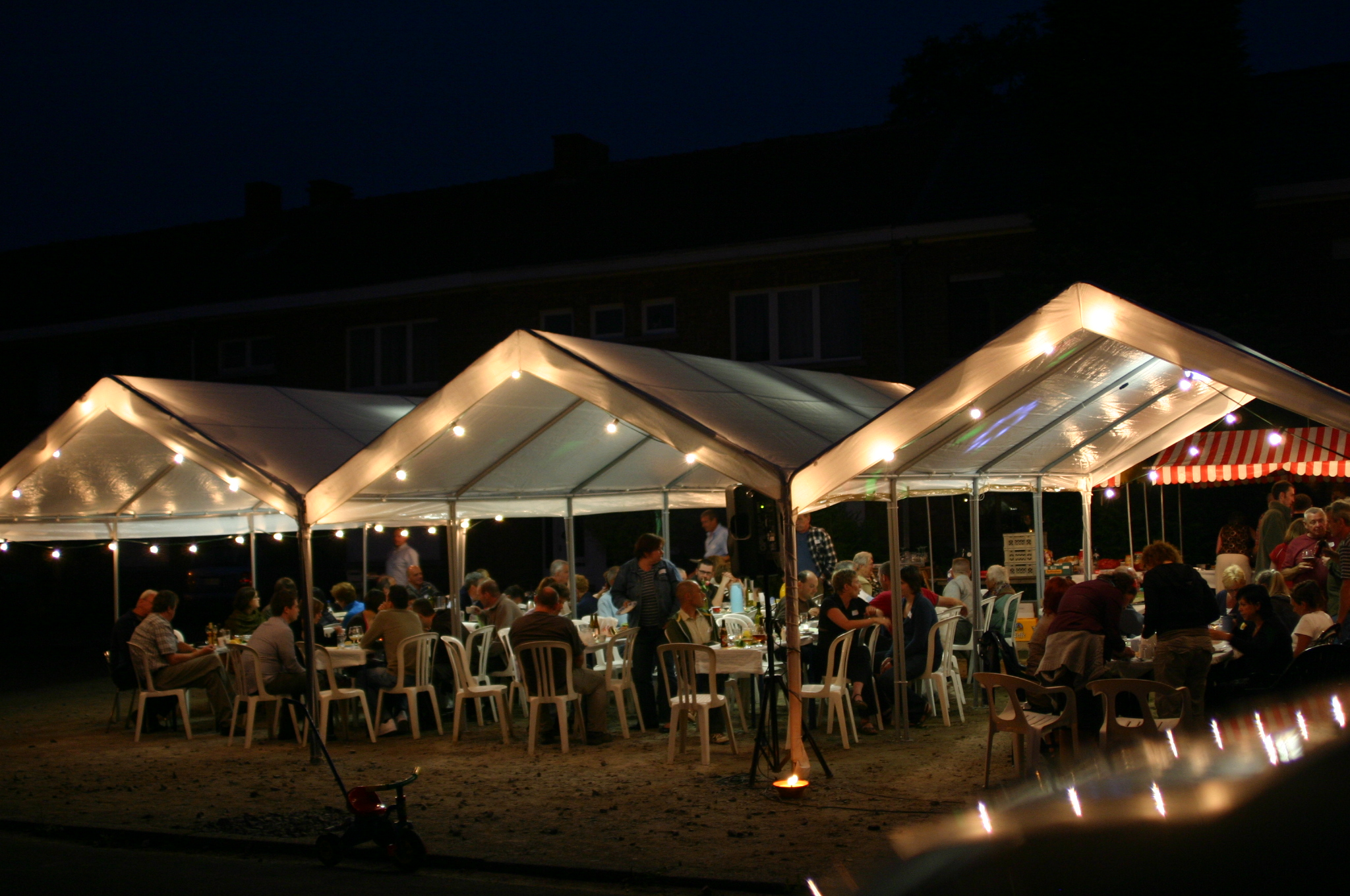
De Klaterbarbecue in 2009, op de parking
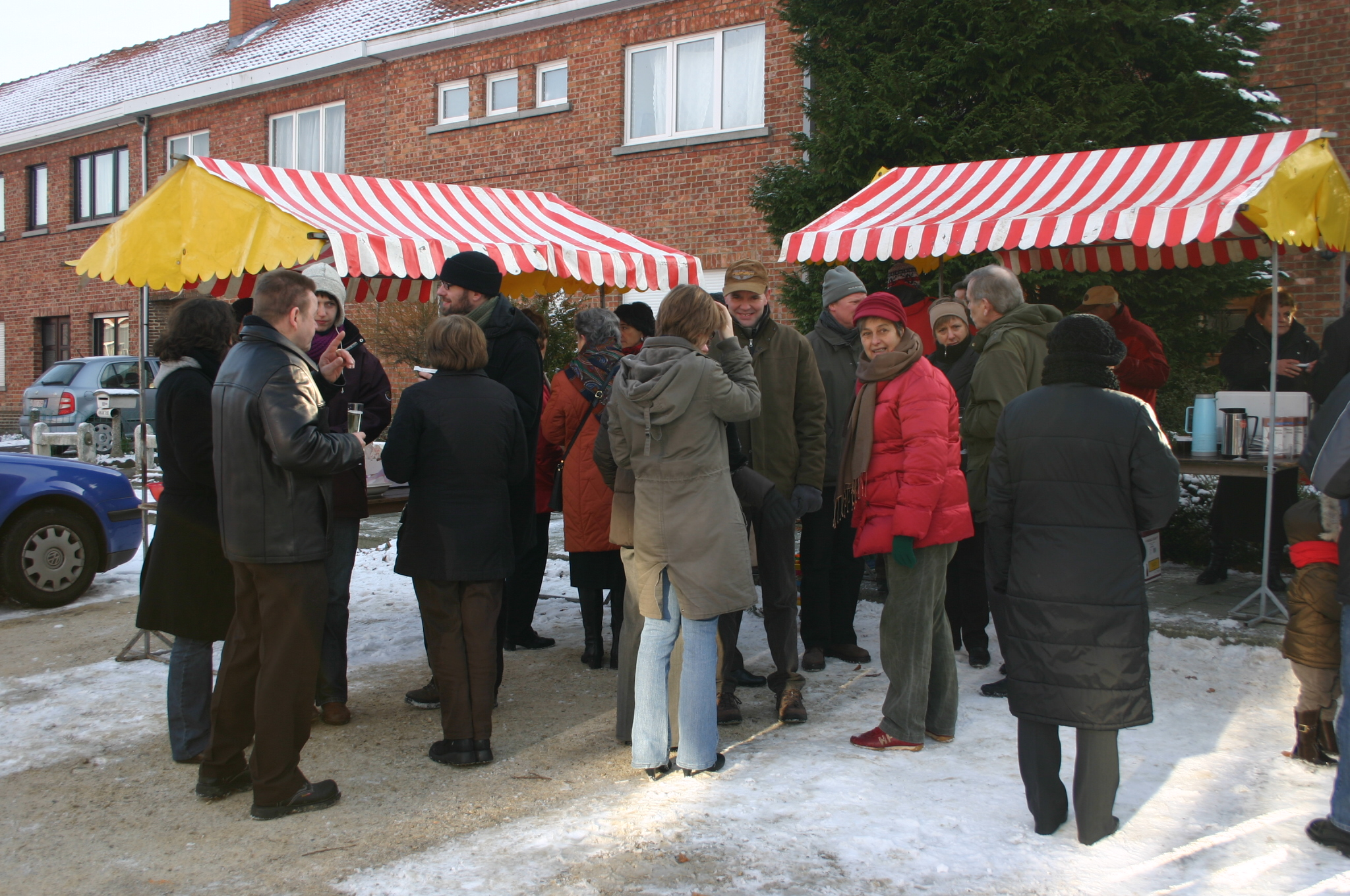
De kerstdrink in 2009, op de parking

## Bereikbaarheid
De straat is bereikbaar met het openbaar vervoer via buslijn 1 Erpestraat - Oude Abdijstraat die aan het treinstation van Aalst stopt.

## Trivia
- De geïntegreerde taalbank vermeldt de volgende uitdrukking: 'iemand op de klaterbaan’ brengen, wat betekent: iemand in opspraak brengen.[8]

## Bekende (ex-)bewoners
- Sarah Smeyers (1980), volksvertegenwoordiger voor de N-VA